# Valentina Monetta
Valentina Monetta, née le 1er mars 1975 à Saint-Marin dans le pays homonyme, est une chanteuse saint-marinaise.

## Biographie
Le 14 mars 2012, Valentina Monetta est choisie pour représenter Saint-Marin au Concours Eurovision de la chanson 2012 à Bakou, en Azerbaïdjan,. La télévision nationale publique (San Marino RTV) décide de présenter la chanson « Facebook Uh Oh Oh... » mais est disqualifiée car elle contient plusieurs fois le mot Facebook qui est une marque déposée. Les auteurs remplacent les paroles dérangeantes et SMRTV présente sa chanson modifiée le 22 mars 2012, sous le titre « The Social Network Song ».
Valentina Monetta est une passionnée de Jazz. Elle a déjà enregistré deux singles en 2002 "Sharp" et 2007 "Vai". Elle a travaillé en collaboration avec plusieurs artistes dont la chanteuse Sylvie Vartan. La chanteuse a déjà soumis une chanson à SMRTV en 2008 pour tenter de représenter Saint Marin à l'Eurovision.
Le 30 janvier 2013, elle est de nouveau choisie pour représenter Saint-Marin au Concours Eurovision de la chanson 2013 à Malmö, en Suède avec la chanson Crisalide, qui rate de peu la qualification en finale.
Le 19 juin 2013, elle est une nouvelle fois choisie pour représenter Saint-Marin au Concours Eurovision de la chanson 2014 et se qualifie pour la première fois pour la finale à l'issue de la première demi-finale.
Dans une vidéo sur la chaîne officielle du Concours Eurovision de la chanson sur  YouTube, Valentina a dit qu'elle représenterait peut-être Saint-Marin au Concours Eurovision de la chanson 2015, cela aurait donc été la quatrième participation de la chanteuse à ce concours, et deviendrait par conséquent la première chanteuse à représenter son pays quatre fois de suite. Cependant, elle a annoncé ne plus vouloir participer lors d'une interview en juin 2014.
Pourtant, le 12 mars 2017, elle est à nouveau annoncée comme représentante de la petite république, pour le Concours Eurovision de la chanson 2017, devenant ainsi la quatrième artiste à avoir participé au Concours à quatre reprises. Cette fois, elle y participe en duo avec Jimmie Wilson avec la chanson Spirit of the Night. Le jour de la demi-finale, ils ne parviennent pas à convaincre le public, ni les jurys internationaux. Ils terminent 18e — et derniers — de la demi finale avec 1 point de l'Allemagne.

## Discographie

### Albums
- 2011 : Il mio gioco preferito
- 2013 : La Storia di Valentina Monetta
- 2014 : Sensibilità (Sensibility)

### Singles
- 2002 : Sharp
- 2008 : Se Non Ci Sei Tu
- 2012 : Facebook Uh Oh Oh..., représente Saint-Marin pour le Concours Eurovision de la chanson 2012 mais disqualifiée
- 2012 : The Social Network Song (OH OH -- Uh - OH OH), pour le Concours Eurovision de la chanson 2012
- 2013 : Crisalide (Vola), représente Saint-Marin pour le Concours Eurovision de la chanson 2013
- 2013 : L'Amore verrà
- 2013 : A kiss, avec Joshua de Cadenéx
- 2014 : Maybe, représente Saint-Marin pour le Concours Eurovision de la chanson 2014
- 2017 : Spirit of the night avec Jimmie Wilson, représente Saint-Marin pour le Concours Eurovision de la chanson 2017